# Billboardlistans förstaplaceringar 1986
Detta är en lista över 1986 års förstaplaceringar på Billboard Hot 100. 

## Listhistorik
| Datum        | Låt                                       | Artist                             |
| 4 januari    | "Say You, Say Me"                         | Lionel Richie                      |
| 11 januari   | "Say You, Say Me"                         | Lionel Richie                      |
| 18 januari   | "That's What Friends Are For"             | Dionne and Friends                 |
| 25 januari   | "That's What Friends Are For"             | Dionne and Friends                 |
| 1 februari   | "That's What Friends Are For"             | Dionne and Friends                 |
| 8 februari   | "That's What Friends Are For"             | Dionne and Friends                 |
| 15 februari  | "How Will I Know"                         | Whitney Houston                    |
| 22 februari  | "How Will I Know"                         | Whitney Houston                    |
| 1 mars       | "Kyrie"                                   | Mr. Mister                         |
| 8 mars       | "Kyrie"                                   | Mr. Mister                         |
| 15 mars      | "Sara"                                    | Starship                           |
| 22 mars      | "These Dreams"                            | Heart                              |
| 29 mars      | "Rock Me Amadeus"                         | Falco                              |
| 5 april      | "Rock Me Amadeus"                         | Falco                              |
| 12 april     | "Rock Me Amadeus"                         | Falco                              |
| 19 april     | "Kiss"                                    | Prince och the Revolution          |
| 26 april     | "Kiss"                                    | Prince och the Revolution          |
| 3 maj        | "Addicted to Love"                        | Robert Palmer                      |
| 10 maj       | "West End Girls"                          | Pet Shop Boys                      |
| 17 maj       | "Greatest Love of All"                    | Whitney Houston                    |
| 24 maj       | "Greatest Love of All"                    | Whitney Houston                    |
| 31 maj       | "Greatest Love of All"                    | Whitney Houston                    |
| 7 juni       | "Live to Tell"                            | Madonna                            |
| 14 juni      | "On My Own"                               | Patti LaBelle och Michael McDonald |
| 21 juni      | "On My Own"                               | Patti LaBelle och Michael McDonald |
| 28 juni      | "On My Own"                               | Patti LaBelle och Michael McDonald |
| 5 juli       | "There'll Be Sad Songs (To Make You Cry)" | Billy Ocean                        |
| 12 juli      | "Holding Back the Years"                  | Simply Red                         |
| 19 juli      | "Invisible Touch"                         | Genesis                            |
| 26 juli      | "Sledgehammer"                            | Peter Gabriel                      |
| 2 augusti    | "Glory of Love"                           | Peter Cetera                       |
| 9 augusti    | "Glory of Love"                           | Peter Cetera                       |
| 16 augusti   | "Papa Don't Preach"                       | Madonna                            |
| 23 augusti   | "Papa Don't Preach"                       | Madonna                            |
| 30 augusti   | "Higher Love"                             | Steve Winwood                      |
| 6 september  | "Venus"                                   | Bananarama                         |
| 13 september | "Take My Breath Away"                     | Berlin                             |
| 20 september | "Stuck with You"                          | Huey Lewis and the News            |
| 27 september | "Stuck with You"                          | Huey Lewis and the News            |
| 4 oktober    | "Stuck with You"                          | Huey Lewis and the News            |
| 11 oktober   | "When I Think of You"                     | Janet Jackson                      |
| 18 oktober   | "When I Think of You"                     | Janet Jackson                      |
| 25 oktober   | "True Colors"                             | Cyndi Lauper                       |
| 1 november   | "True Colors"                             | Cyndi Lauper                       |
| 8 november   | "Amanda"                                  | Boston                             |
| 15 november  | "Amanda"                                  | Boston                             |
| 22 november  | "Human"                                   | The Human League                   |
| 29 november  | "You Give Love a Bad Name"                | Bon Jovi                           |
| 6 december   | "The Next Time I Fall"                    | Peter Cetera with Amy Grant        |
| 13 december  | "The Way It Is"                           | Bruce Hornsby & the Range          |
| 20 december  | "Walk Like an Egyptian"                   | The Bangles                        |
| 27 december  | "Walk Like an Egyptian"                   | The Bangles                        |

### Fotnoter
1. ↑  DeKnock, Jan (10 januari 1986). ”Richie Single, 'Vice" Album Give New Year a Deja Vu Ring”. Chicago Tribune (Tribune Company). Arkiverad från originalet den 18 mars 2025. https://web.archive.org/web/20250318173302/https://www.chicagotribune.com/1986/01/10/richie-singlr-vice-album-give-new-year-a-deja-vu-ring/. Läst 19 april 2009.
2. ↑  DeKnock, Jan (17 januari 1986). ”Dionne Warwick Takes Comeback Trail Straight to the Top”. Chicago Tribune (Tribune Company). Arkiverad från originalet den 10 maj 2009. https://web.archive.org/web/20090510152309/http://pqasb.pqarchiver.com/chicagotribune/access/24913291.html?dids=24913291:24913291&FMT=ABS&FMTS=ABS:FT&date=Jan+17%2C+1986&author=Jan+DeKnock&pub=Chicago+Tribune+(pre-1997+Fulltext)&desc=DIONNE+WARWICK+TAKES+COMEBACK+TRAIL+STRAIGHT+TO+THE+TOP&pqatl=google. Läst 17 februari 2009.
3. ↑  DeKnock, Jan (24 januari 1986). ”Streisand Takes 'Broadway Album' to Top”. Chicago Tribune (Tribune Company). Arkiverad från originalet den 1 september 2024. https://web.archive.org/web/20240901190429/https://www.chicagotribune.com/1986/01/24/streisand-takes-broadway-album-to-top/. Läst 19 april 2009.
4. ↑  DeKnock, Jan (31 januari 1986). ”Warwick and Her Friends Show that They're Survivors”. Chicago Tribune (Tribune Company). Arkiverad från originalet den 5 januari 2013. https://archive.today/20130105000924/http://pqasb.pqarchiver.com/chicagotribune/access/24957706.html?dids=24957706:24957706&FMT=ABS&FMTS=ABS:FT&type=current&date=Jan+31,+1986&author=Jan+DeKnock&pub=Chicago+Tribune+(pre-1997+Fulltext)&desc=WARWICK+AND+HER+FRIENDS+SHOW+THAT+THEY'RE+SURVIVORS&pqatl=google. Läst 21 september 2009.
5. ↑  DeKnock, Jan (27 februari 1986). ”'Family Feud' Brews for Warwick, Houston”. Chicago Tribune (Tribune Company). http://pqasb.pqarchiver.com/chicagotribune/access/24985304.html?dids=24985304:24985304&FMT=ABS&FMTS=ABS:FT&date=Feb+07%2C+1986&author=Jan+DeKnock&pub=Chicago+Tribune+(pre-1997+Fulltext)&desc='FAMILY+FEUD'+BREWS+FOR+WARWICK%2C+HOUSTON&pqatl=google. Läst 30 januari 2009.[död länk]
6. ↑  DeKnock, Jan (14 februari 1986). ”All in The Family: Dionne Warwick Toppled by Cousin Whitney Houston”. Chicago Tribune (Tribune Company). Arkiverad från originalet den 10 maj 2009. https://web.archive.org/web/20090510152349/http://pqasb.pqarchiver.com/chicagotribune/access/24987270.html?dids=24987270:24987270&FMT=ABS&FMTS=ABS:FT&date=Feb+14%2C+1986&author=Jan+DeKnock&pub=Chicago+Tribune+(pre-1997+Fulltext)&desc=ALL+IN+THE+FAMILY%3A+DIONNE+WARWICK+TOPPLED+BY+COUSIN+WHITNEY+HOUSTON.&pqatl=google. Läst 30 januari 2009.
7. ↑  DeKnock, Jan (22 februari 1986). ”Whitney Houston's Return to No. 1 Spot Establishes a Couple of Firsts”. Chicago Tribune (Tribune Company). http://pqasb.pqarchiver.com/chicagotribune/access/24989136.html?dids=24989136:24989136&FMT=ABS&FMTS=ABS:FT&date=Feb+21%2C+1986&author=Jan+DeKnock&pub=Chicago+Tribune+(pre-1997+Fulltext)&desc=WHITNEY+HOUSTON'S+RETURN+TO+NO.+1+SPOT+ESTABLISHES+A+COUPLE+OF+FIRSTS&pqatl=google. Läst 30 januari 2009.[död länk]
8. ↑  DeKnock, Jan (28 februari 1986). ”Top Single and Album Give Mr. Mister Year's 1st Double”. Chicago Tribune (Tribune Company). http://pqasb.pqarchiver.com/chicagotribune/access/24991083.html?dids=24991083:24991083&FMT=ABS&FMTS=ABS:FT&date=Feb+28%2C+1986&author=Jan+DeKnock&pub=Chicago+Tribune+(pre-1997+Fulltext)&desc=TOP+SINGLE+AND+ALBUM+GIVE+MR.+MISTER+YEAR'S+1ST+DOUBLE&pqatl=google. Läst 30 januari 2009.[död länk]
9. ↑  DeKnock, Jan (7 mars 1986). ”Welcome to the Real World: Mr. Mister's 'Double' Gone”. Chicago Tribune (Tribune Company). Arkiverad från originalet den 4 januari 2013. https://archive.today/20130104155930/http://pqasb.pqarchiver.com/chicagotribune/access/1086516902.html?dids=1086516902:1086516902&FMT=ABS&FMTS=ABS:AI&type=historic&date=Mar+07,+1986&author=&pub=Chicago+Tribune&desc=Welcome+to+the+real+world:+Mr.+Mister's+'double'+gone&pqatl=google. Läst 21 september 2009.
10. ↑  DeKnock, Jan (14 mars 1986). ”2nd Straight Voyage to the Top of the Charts for Revitalized Starship”. Chicago Tribune (Tribune Company). Arkiverad från originalet den 22 oktober 2012. https://web.archive.org/web/20121022192512/http://pqasb.pqarchiver.com/chicagotribune/access/24995875.html?dids=24995875:24995875&FMT=ABS&FMTS=ABS:FT&type=current&date=Mar+14,+1986&author=Jan+DeKnock&pub=Chicago+Tribune+(pre-1997+Fulltext)&desc=2ND+STRAIGHT+VOYAGE+TO+THE+TOP+OF+THE+CHARTS+FOR+REVITALIZED+STARSHIP&pqatl=google. Läst 21 september 2009.
11. ↑  DeKnock, Jan (21 mars 1986). ”Sweeter Voice Takes Heart Right to the Top”. Chicago Tribune (Tribune Company). Arkiverad från originalet den 10 maj 2009. https://web.archive.org/web/20090510152356/http://pqasb.pqarchiver.com/chicagotribune/access/24997643.html?dids=24997643:24997643&FMT=ABS&FMTS=ABS:FT&date=Mar+21%2C+1986&author=Jan+DeKnock&pub=Chicago+Tribune+(pre-1997+Fulltext)&desc=SWEETER+VOICE+TAKES+HEART+RIGHT+TO+THE+TOP&pqatl=google. Läst 30 januari 2009.
12. ↑  DeKnock, Jan (28 mars 1986). ”Falco Ends U.S. Artist Tenure at the Top”. Chicago Tribune (Tribune Company). Arkiverad från originalet den 10 maj 2009. https://web.archive.org/web/20090510152402/http://pqasb.pqarchiver.com/chicagotribune/access/24999542.html?dids=24999542:24999542&FMT=ABS&FMTS=ABS:FT&date=Mar+28%2C+1986&author=Jan+DeKnock&pub=Chicago+Tribune+(pre-1997+Fulltext)&desc=FALCO+ENDS+U.S.+ARTISTS+TENURE+AT+THE+TOP.&pqatl=google. Läst 30 januari 2009.
13. ↑  DeKnock, Jan (4 april 1986). ”Falco Keeps the Top Spot with 'Amadeus'”. Chicago Tribune (Tribune Company). Arkiverad från originalet den 18 mars 2025. https://web.archive.org/web/20250318172807/https://www.chicagotribune.com/1986/04/04/falcon-keeps-the-top-spot-with-amadeus/. Läst 19 april 2009.
14. ↑  DeKnock, Jan (11 april 1986). ”Falco Enjoys 3d Week Rockin' at the Top with 'Amadeus'”. Chicago Tribune (Tribune Company). Arkiverad från originalet den 4 januari 2013. https://archive.today/20130104110824/http://pqasb.pqarchiver.com/chicagotribune/access/1086730482.html?dids=1086730482:1086730482&FMT=ABS&FMTS=ABS:AI&type=historic&date=Apr+11,+1986&author=&pub=Chicago+Tribune&desc=Falco+enjoys+3d+week+rockin'+at+the+top+with+'Amadeus'&pqatl=google. Läst 21 september 2009.
15. ↑  DeKnock, Jan (19 april 1986). ”Prince 5th Artist to Hold Down Top 2 Spots”. Chicago Tribune (Tribune Company). Arkiverad från originalet den 10 maj 2009. https://web.archive.org/web/20090510152257/http://pqasb.pqarchiver.com/chicagotribune/access/24893964.html?dids=24893964:24893964&FMT=ABS&FMTS=ABS:FT&date=Apr+18%2C+1986&author=Jan+DeKnock&pub=Chicago+Tribune+(pre-1997+Fulltext)&desc=PRINCE+5TH+ARTIST+TO+HOLD+DOWN+TOP+2+SPOTS&pqatl=google. Läst 19 april 2009.
16. ↑  DeKnock, Jan (25 april 1986). ”Van Halen Finally Tops the Album Charts-So Let's Party”. Chicago Tribune (Tribune Company). http://pqasb.pqarchiver.com/chicagotribune/access/24896122.html?dids=24896122:24896122&FMT=ABS&FMTS=ABS:FT&date=Apr+25%2C+1986&author=Jan+DeKnock&pub=Chicago+Tribune+(pre-1997+Fulltext)&desc=VAN+HALEN+FINALLY+TOPS+THE+ALBUM+CHARTS-SO+LET'S+PARTY&pqatl=google. Läst 19 april 2009.[död länk]
17. ↑  DeKnock, Jan (2 maj 1986). ”Robert Palmer's Single, Album His Biggest Scores So Far”. Chicago Tribune (Tribune Company). http://pqasb.pqarchiver.com/chicagotribune/access/24898604.html?dids=24898604:24898604&FMT=ABS&FMTS=ABS:FT&date=May+02%2C+1986&author=Jan+DeKnock&pub=Chicago+Tribune+(pre-1997+Fulltext)&desc=ROBERT+PALMER'SM+SINGLE%2C+ALBUM+HIS+BIGGEST+SCORES+SO+FAR&pqatl=google. Läst 30 januari 2009.[död länk]
18. ↑  DeKnock, Jan (9 maj 1986). ”Pet Shop Boys Hit The Top, But Whintey's Closing in Fast”. Chicago Tribune (Tribune Company). http://pqasb.pqarchiver.com/chicagotribune/access/24900664.html?dids=24900664:24900664&FMT=ABS&FMTS=ABS:FT&date=May+09%2C+1986&author=Jan+DeKnock&pub=Chicago+Tribune+(pre-1997+Fulltext)&desc=PET+SHOP+BOYS+HIT+THE+TOP%2C+BUT+WHITNEY'S+CLOSING+IN+FAST&pqatl=google. Läst 30 januari 2009.[död länk]
19. ↑  DeKnock, Jan (16 maj 1986). ”No. 1 Spot Goes Double for Houston”. Chicago Tribune (Tribune Company). Arkiverad från originalet den 10 maj 2009. https://web.archive.org/web/20090510152304/http://pqasb.pqarchiver.com/chicagotribune/access/24902802.html?dids=24902802:24902802&FMT=ABS&FMTS=ABS:FT&date=May+16%2C+1986&author=Jan+DeKnock&pub=Chicago+Tribune+(pre-1997+Fulltext)&desc=NO.+1+SPOT+GOES+DOUBLE+FOR+HOUSTON&pqatl=google. Läst 30 januari 2009.
20. ↑  DeKnock, Jan (23 maj 1986). ”Whitney Houston Keeps Grasp on Her Recording 'Double'”. Chicago Tribune (Tribune Company). http://pqasb.pqarchiver.com/chicagotribune/access/24905206.html?dids=24905206:24905206&FMT=ABS&FMTS=ABS:FT&date=May+23%2C+1986&author=Jan+DeKnock&pub=Chicago+Tribune+(pre-1997+Fulltext)&desc=WHITNEY+HOUSTON+KEEPS+GRASP+ON+HER+RECORDING+'DOUBLE.'&pqatl=google. Läst 19 april 2009.[död länk]
21. ↑  DeKnock, Jan (30 maj 1986). ”3d 1st Puts Houston in Top Trio”. Chicago Tribune (Tribune Company). Arkiverad från originalet den 22 oktober 2012. https://web.archive.org/web/20121022192114/http://pqasb.pqarchiver.com/chicagotribune/access/24907112.html?dids=24907112:24907112&FMT=ABS&FMTS=ABS:FT&type=current&date=May+30,+1986&author=Jan+DeKnock&pub=Chicago+Tribune+(pre-1997+Fulltext)&desc=3D+1ST+PUTS+HOUSTON+IN+TOP+TRIO&pqatl=google. Läst 21 september 2009.
22. ↑  DeKnock, Jan (6 juni 1986). ”Madonna's Soundtrack Single 'Live to Tell' Lives to Become No. 1”. Chicago Tribune (Tribune Company). Arkiverad från originalet den 19 juni 2012. https://web.archive.org/web/20120619081927/http://pqasb.pqarchiver.com/chicagotribune/access/24909470.html?dids=24909470%3A24909470&FMT=ABS&FMTS=ABS%3AFT&date=Jun%2006%2C%201986&author=Jan%20DeKnock&pub=Chicago%20Tribune%20%28pre-1997%20Fulltext%29&desc=MADONNA%27S%20SOUNDTRACK%20SINGLE%20%27LIVE%20TO%20TELL%27%20LIVES%20TO%20BECOME%20NO.%201&pqatl=google. Läst 30 januari 2009.
23. ↑  DeKnock, Jan (13 juni 1986). ”'On My Own' Stands Alone at the Top”. Chicago Tribune (Tribune Company). http://pqasb.pqarchiver.com/chicagotribune/access/24911324.html?dids=24911324:24911324&FMT=ABS&FMTS=ABS:FT&date=Jun+13%2C+1986&author=Jan+DeKnock&pub=Chicago+Tribune+(pre-1997+Fulltext)&desc='ON+MY+OWN'+STANDS+ALONE+AT+THE+TOP&pqatl=google. Läst 19 april 2009.[död länk]
24. ↑  DeKnock, Jan (20 juni 1986). ”Labelle in Good Company on Single and Album Charts”. Chicago Tribune (Tribune Company). Arkiverad från originalet den 10 maj 2009. https://web.archive.org/web/20090510152316/http://pqasb.pqarchiver.com/chicagotribune/access/24913659.html?dids=24913659:24913659&FMT=ABS&FMTS=ABS:FT&date=Jun+20%2C+1986&author=Jan+DeKnock&pub=Chicago+Tribune+(pre-1997+Fulltext)&desc=LABELLE+IN+GOOD+COMPANY+ON+SINGLE+AND+ALBUM+CHARTS&pqatl=google. Läst 19 april 2009.
25. ↑  DeKnock, Jan (27 juni 1986). ”Ocean's 'Sad Songs' Tops 2 Charts but Falls Short on Main Pop List”. Chicago Tribune (Tribune Company). Arkiverad från originalet den 13 maj 2016. https://web.archive.org/web/20160513103447/http://pqasb.pqarchiver.com/chicagotribune/doc/290935612.html?FMT=ABS&FMTS=ABS:FT&type=current&date=Jun%2027,%201986&author=Jan%20DeKnock&pub=Chicago%20Tribune%20(pre-1997%20Fulltext)&edition=&startpage=&desc=OCEAN%27S%20%27SAD%20SONGS%27%20TOPS%202%20CHARTS%20BUT%20FALLS%20SHORT%20ON%20MAIN%20POP%20LIST. Läst 19 april 2009.
26. ↑  DeKnock, Jan (5 juli 1986). ”Janet Jackson, Billy Ocean Hit the Top”. Chicago Tribune (Tribune Company). Arkiverad från originalet den 10 maj 2009. https://web.archive.org/web/20090510152319/http://pqasb.pqarchiver.com/chicagotribune/access/24917289.html?dids=24917289:24917289&FMT=ABS&FMTS=ABS:FT&date=Jul+03%2C+1986&author=Jan+DeKnock&pub=Chicago+Tribune+(pre-1997+Fulltext)&desc=JANET+JACKSON%2C+BILLY+OCEAN+HIT+THE+TOP&pqatl=google. Läst 19 april 2009.
27. ↑  DeKnock, Jan (11 juli 1986). ”Simply Red-Hot Ballad Holds off Genesis”. Chicago Tribune (Tribune Company). Arkiverad från originalet den 22 oktober 2012. https://web.archive.org/web/20121022192305/http://pqasb.pqarchiver.com/chicagotribune/access/24919432.html?dids=24919432:24919432&FMT=ABS&FMTS=ABS:FT&type=current&date=Jul+11,+1986&author=Jan+DeKnock&pub=Chicago+Tribune+(pre-1997+Fulltext)&desc=SIMPLY+RED-HOT+BALLAD+HOLDS+OFF+GENESIS&pqatl=google. Läst 21 september 2009.
28. ↑  DeKnock, Jan (18 juli 1986). ”'Invisible Touch' Pushes Genesis to Top”. Chicago Tribune (Tribune Company). Arkiverad från originalet den 4 januari 2013. https://archive.today/20130104151948/http://pqasb.pqarchiver.com/chicagotribune/access/24921367.html?dids=24921367:24921367&FMT=ABS&FMTS=ABS:FT&type=current&date=Jul+18,+1986&author=Jan+DeKnock&pub=Chicago+Tribune+(pre-1997+Fulltext)&desc='INVISIBLE+TOUCH'+PUSHES+GENESIS+TO+TOP&pqatl=google. Läst 21 september 2009.
29. ↑  DeKnock, Jan (26 juli 1986). ”Peter Gabriel Displaces ex-group at Top”. Chicago Tribune (Tribune Company). Arkiverad från originalet den 10 maj 2009. https://web.archive.org/web/20090510152324/http://pqasb.pqarchiver.com/chicagotribune/access/24923466.html?dids=24923466:24923466&FMT=ABS&FMTS=ABS:FT&date=Jul+25%2C+1986&author=Jan+DeKnock&pub=Chicago+Tribune+(pre-1997+Fulltext)&desc=PETER+GABRIEL+DISPLACES+EX-GROUP+AT+TOP&pqatl=google. Läst 30 januari 2009.
30. ↑  DeKnock, Jan (1 augusti 1986). ”'Glory of Love' Steamrolls by 'Sledgehammer' to Top”. Chicago Tribune (Tribune Company). Arkiverad från originalet den 13 maj 2016. https://web.archive.org/web/20160513080318/http://pqasb.pqarchiver.com/chicagotribune/doc/290945519.html?FMT=ABS&FMTS=ABS:FT&type=current&date=Aug%2001,%201986&author=Jan%20DeKnock&pub=Chicago%20Tribune%20(pre-1997%20Fulltext)&edition=&startpage=&desc=%27GLORY%20OF%20LOVE%27%20STEAMROLLS%20BY%20%27SLEDGEHAMMER%27%20TO%20TOP. Läst 30 januari 2009.
31. ↑  DeKnock, Jan (8 augusti 1986). ”'Glory of Love' Holds Off Challengers to Stay No. 1”. Chicago Tribune (Tribune Company). Arkiverad från originalet den 13 maj 2016. https://web.archive.org/web/20160513071548/http://pqasb.pqarchiver.com/chicagotribune/doc/290944274.html?FMT=ABS&FMTS=ABS:FT&type=current&date=Aug%2008,%201986&author=Jan%20DeKnock&pub=Chicago%20Tribune%20(pre-1997%20Fulltext)&edition=&startpage=&desc=%27GLORY%20OF%20LOVE%27%20HOLDS%20OFF%20CHALLENGERS%20TO%20STAY%20NO.%201. Läst 30 januari 2009.
32. ↑  DeKnock, Jan (15 augusti 1986). ”'Papa Don't Preach' Gives Madonna a No. 1 Answer”. Chicago Tribune (Tribune Company). Arkiverad från originalet den 13 maj 2016. https://web.archive.org/web/20160513111511/http://pqasb.pqarchiver.com/chicagotribune/doc/290959480.html?FMT=ABS&FMTS=ABS:FT&type=current&date=Aug%2015,%201986&author=Jan%20DeKnock&pub=Chicago%20Tribune%20(pre-1997%20Fulltext)&edition=&startpage=&desc=%27PAPA%20DON%27T%20PREACH%27%20GIVES%20MADONNA%20A%20NO.%201%20ANSWER. Läst 30 januari 2009.
33. ↑  DeKnock, Jan (22 augusti 1986). ”Madonna Preaches Her Message to Appreciative Worldwide Audience”. Chicago Tribune (Tribune Company). Arkiverad från originalet den 17 mars 2013. https://web.archive.org/web/20130317043302/http://pqasb.pqarchiver.com/chicagotribune/access/24931717.html?dids=24931717:24931717&FMT=ABS&FMTS=ABS:FT&date=Aug+22%2C+1986&author=Jan+DeKnock&pub=Chicago+Tribune+(pre-1997+Fulltext)&desc=MADONNA+PREACHES+HER+MESSAGE+TO+APPRECIATIVE+WORLDWIDE+AUDIENCE&pqatl=google. Läst 30 januari 2009.
34. ↑  DeKnock, Jan (29 augusti 1986). ”'Higher Love' Takes Briton Steve Winwood to a New Plateau on Charts”. Chicago Tribune (Tribune Company). Arkiverad från originalet den 22 juni 2012. https://web.archive.org/web/20120622055658/http://pqasb.pqarchiver.com/chicagotribune/access/24933883.html?dids=24933883%3A24933883&FMT=ABS&FMTS=ABS%3AFT&date=Aug%2029%2C%201986&author=Jan%20DeKnock&pub=Chicago%20Tribune%20%28pre-1997%20Fulltext%29&desc=%27HIGHER%20LOVE%27%20TAKES%20BRITON%20STEVE%20WIWOOD%20TO%20A%20NEW%20PLATEAU%20ON%20CHARTS&pqatl=google. Läst 30 januari 2009.
35. ↑  DeKnock, Jan (6 september 1986). ”After 16 Years, Bananarama Puts 'Venus' Back on Top”. Chicago Tribune (Tribune Company). Arkiverad från originalet den 13 maj 2016. https://web.archive.org/web/20160513093129/http://pqasb.pqarchiver.com/chicagotribune/doc/290952871.html?FMT=ABS&FMTS=ABS:FT&type=current&date=Sep%2005,%201986&author=Jan%20DeKnock&pub=Chicago%20Tribune%20(pre-1997%20Fulltext)&edition=&startpage=&desc=AFTER%2016%20YEARS,%20BANANARAMA%20PUTS%20%27VENUS%27%20BACK%20ON%20TOP. Läst 30 januari 2009.
36. ↑  DeKnock, Jan (12 september 1986). ”'Top Gun' Movie Shoots Berlin's 'Take My Breath Away' to the Top”. Chicago Tribune (Tribune Company). Arkiverad från originalet den 4 januari 2013. https://archive.today/20130104111207/http://pqasb.pqarchiver.com/chicagotribune/access/24938956.html?dids=24938956:24938956&FMT=ABS&FMTS=ABS:FT&type=current&date=Sep+12,+1986&author=Jan+DeKnock&pub=Chicago+Tribune+(pre-1997+Fulltext)&desc='TOP+GUN'+MOVIE+SHOOTS+BERLIN'S+'TAKE+MY+BREATH+AWAY'+TO+THE+TOP&pqatl=google. Läst 21 september 2009.
37. ↑  DeKnock, Jan (19 september 1986). ”Good News for Huey Lewis: 'Stuck with You' Works Way to the Top”. Chicago Tribune (Tribune Company). Arkiverad från originalet den 4 januari 2013. https://archive.today/20130104153841/http://pqasb.pqarchiver.com/chicagotribune/access/24941292.html?dids=24941292:24941292&FMT=ABS&FMTS=ABS:FT&type=current&date=Sep+19,+1986&author=Jan+DeKnock&pub=Chicago+Tribune+(pre-1997+Fulltext)&desc=GOOD+NEWS+FOR+HUEY+LEWIS:+'STUCK+WITH+YOU'+WORKS+WAY+TO+THE+TOP&pqatl=google. Läst 21 september 2009.
38. ↑  DeKnock, Jan (26 september 1986). ”Huey Lewis & News Stick with 'Stuck'”. Chicago Tribune (Tribune Company). http://pqasb.pqarchiver.com/chicagotribune/access/24943296.html?dids=24943296:24943296&FMT=ABS&FMTS=ABS:FT&type=current&date=Sep+26%2C+1986&author=Jan+DeKnock&pub=Chicago+Tribune+(pre-1997+Fulltext)&desc=HUEY+LEWIS+%26+NEWS+STICK+WITH+'STUCK'&pqatl=google. Läst 21 september 2009.[död länk]
39. ↑  DeKnock, Jan (3 oktober 1986). ”'Stuck' Stays to Outlast the News' 'Power of Love'”. Chicago Tribune (Tribune Company). http://pqasb.pqarchiver.com/chicagotribune/access/24945404.html?dids=24945404:24945404&FMT=ABS&FMTS=ABS:FT&date=Oct+03%2C+1986&author=Jan+DeKnock&pub=Chicago+Tribune+(pre-1997+Fulltext)&desc='STUCK'+STAYS+TO+OUTLAST+THE+NEWS'+'POWER+OF+LOVE'&pqatl=google. Läst 19 april 2009.[död länk]
40. ↑  DeKnock, Jan (10 oktober 1986). ”Bad News, Huey: Janet Jackson is No. 1”. Chicago Tribune (Tribune Company). Arkiverad från originalet den 10 maj 2009. https://web.archive.org/web/20090510152334/http://pqasb.pqarchiver.com/chicagotribune/access/24948044.html?dids=24948044:24948044&FMT=ABS&FMTS=ABS:FT&date=Oct+10%2C+1986&author=Jan+DeKnock&pub=Chicago+Tribune+(pre-1997+Fulltext)&desc=BAD+NEWS%2C+HUEY%3A+JANET+JACKSON+IS+NO.+1&pqatl=google. Läst 30 januari 2009.
41. ↑  DeKnock, Jan (17 oktober 1986). ”Janet Jackson Holds on as Huey Makes LP News”. Chicago Tribune (Tribune Company). Arkiverad från originalet den 10 maj 2009. https://web.archive.org/web/20090510152339/http://pqasb.pqarchiver.com/chicagotribune/access/24949923.html?dids=24949923:24949923&FMT=ABS&FMTS=ABS:FT&date=Oct+17%2C+1986&author=Jan+DeKnock&pub=Chicago+Tribune+(pre-1997+Fulltext)&desc=JANET+JACKSON+HOLDS+ON+AS+HUEY+MAKES+LP+NEWS&pqatl=google. Läst 30 januari 2009.
42. ↑  DeKnock, Jan (25 oktober 1986). ”Lauper's 'True Colors' Outshines Turner's 'Typical Male'”. Chicago Tribune (Tribune Company). http://pqasb.pqarchiver.com/chicagotribune/access/24952664.html?dids=24952664:24952664&FMT=ABS&FMTS=ABS:FT&date=Oct+24%2C+1986&author=Jan+DeKnock&pub=Chicago+Tribune+(pre-1997+Fulltext)&desc=LAUPER'S+'TRUE+COLORS'+OUTSHINES+TURNER'S+'TYPICAL+MALE'&pqatl=google. Läst 30 januari 2009.[död länk]
43. ↑  DeKnock, Jan (31 oktober 1986). ”After 8 Years, Boston Revisits the Top Spot”. Chicago Tribune (Tribune Company). Arkiverad från originalet den 22 oktober 2012. https://web.archive.org/web/20121022192051/http://pqasb.pqarchiver.com/chicagotribune/access/24955300.html?dids=24955300:24955300&FMT=ABS&FMTS=ABS:FT&type=current&date=Oct+31,+1986&author=Jan+DeKnock&pub=Chicago+Tribune+(pre-1997+Fulltext)&desc=AFTER+8+YEARS,+BOSTON+REVISITS+THE+TOP+SPOT&pqatl=google. Läst 21 september 2009.
44. ↑  DeKnock, Jan (7 november 1986). ”Boston Beans The Competition With 'Third Stage'”. Chicago Tribune (Tribune Company). http://pqasb.pqarchiver.com/chicagotribune/access/24957757.html?dids=24957757:24957757&FMT=ABS&FMTS=ABS:FT&date=Nov+07%2C+1986&author=Jan+DeKnock&pub=Chicago+Tribune+(pre-1997+Fulltext)&desc=BOSTON+BEANS+THE+COMPETITION+WITH+'THIRD+STAGE'&pqatl=google. Läst 30 januari 2009.[död länk]
45. ↑  DeKnock, Jan (14 november 1986). ”Boston's Double Holds off a Challenge From Human League's 'Human'”. Chicago Tribune (Tribune Company). http://pqasb.pqarchiver.com/chicagotribune/access/24960984.html?dids=24960984:24960984&FMT=ABS&FMTS=ABS:FT&date=Nov+14%2C+1986&author=Jan+DeKnock&pub=Chicago+Tribune+(pre-1997+Fulltext)&desc=BOSTON'S+DOUBLE+HOLDS+OFF+A+CHALLENGE+FROM+HUMAN+LEAGUE'S+'HUMAN'&pqatl=google. Läst 30 januari 2009.[död länk]
46. ↑  DeKnock, Jan (22 november 1986). ”'Human' Makes League This Week's Leader”. Chicago Tribune (Tribune Company). http://pqasb.pqarchiver.com/chicagotribune/access/24966222.html?dids=24966222:24966222&FMT=ABS&FMTS=ABS:FT&date=Nov+21%2C+1986&author=Jan+DeKnock&pub=Chicago+Tribune+(pre-1997+Fulltext)&desc='HUMAN'+MAKES+LEAGUE+THIS+WEEK'S+LEADER&pqatl=google. Läst 30 januari 2009.[död länk]
47. ↑  DeKnock, Jan (28 november 1986). ”Bruce Springsteen's 5-Record Live Package Stars at the Top of the Heap”. Chicago Tribune (Tribune Company). Arkiverad från originalet den 4 januari 2013. https://archive.today/20130104094210/http://pqasb.pqarchiver.com/chicagotribune/access/24969436.html?dids=24969436:24969436&FMT=ABS&FMTS=ABS:FT&type=current&date=Nov+28,+1986&author=Jan+DeKnock&pub=Chicago+Tribune+(pre-1997+Fulltext)&desc=BRUCE+SPRINGSTEEN'S+5-RECORD+LIVE+PACKAGE+STARTS+AT+THE+TOP+OF+THE+HEAP&pqatl=google. Läst 21 september 2009.
48. ↑  DeKnock, Jan (6 december 1986). ”Springsteen Live and Well at The Head of The Charts”. Chicago Tribune (Tribune Company). Arkiverad från originalet den 10 maj 2009. https://web.archive.org/web/20090510152344/http://pqasb.pqarchiver.com/chicagotribune/access/24972283.html?dids=24972283:24972283&FMT=ABS&FMTS=ABS:FT&date=Dec+05%2C+1986&author=Jan+DeKnock&pub=Chicago+Tribune+(pre-1997+Fulltext)&desc=SPRINGSTEEN+LIVE+AND+WELL+AT+THE+HEAD+OF+THE+CHARTS&pqatl=google. Läst 30 januari 2009.
49. ↑  DeKnock, Jan (12 december 1986). ”Bruce Hornsby's Range Finds a Home in No. 1 Spot”. Chicago Tribune (Tribune Company). http://pqasb.pqarchiver.com/chicagotribune/access/24975237.html?dids=24975237:24975237&FMT=ABS&FMTS=ABS:FT&date=Dec+12%2C+1986&author=Jan+DeKnock&pub=Chicago+Tribune+(pre-1997+Fulltext)&desc=BRUCE+HORNSBY'S+RANGE+FINDS+A+HOME+IN+NO.+1+SPOT&pqatl=google. Läst 30 januari 2009.[död länk]
50. ↑  DeKnock, Jan (19 december 1986). ”Bangles 'Walk Like an Egyptian' Past Range to No. 1”. Chicago Tribune (Tribune Company). Arkiverad från originalet den 4 januari 2013. https://archive.today/20130104091827/http://pqasb.pqarchiver.com/chicagotribune/access/1087130362.html?dids=1087130362:1087130362&FMT=ABS&FMTS=ABS:AI&type=historic&date=Dec+19,+1986&author=&pub=Chicago+Tribune&desc=Bangles+'Walk+Like+an+Egyptian'+past+Range+to+No.+1&pqatl=google. Läst 21 september 2009.
51. ↑  DeKnock, Jan (26 december 1986). ”Bangles' 'Walk' Keeps a Foothold on No. 1 Over Wang Chung's 'Fun'”. Chicago Tribune (Tribune Company). http://pqasb.pqarchiver.com/chicagotribune/access/24983313.html?dids=24983313:24983313&FMT=ABS&FMTS=ABS:FT&date=Dec+26%2C+1986&author=Jan+DeKnock&pub=Chicago+Tribune+(pre-1997+Fulltext)&desc=BANGLES'+'WALK'+KEEPS+A+FOOTHOLD+ON+NO.+1+OVER+WANG+CHUNG'S+'FUN'&pqatl=google. Läst 30 januari 2009.[död länk]